# Channel 1 Releasing
Channel 1 Releasing (C1R) ist ein US-amerikanisches Unternehmen mit Firmensitz in Los Angeles, Kalifornien. 
Das Unternehmen ist teilweise im Besitz von Chi Chi LaRue. Neben der Produktion und dem Verkauf von Pornovideos verkauft das Unternehmen Sexspielzeug- und zubehör sowie Bücher, Kalender und sonstige Produkte der Sexindustrie. Zu den Filmregisseuren des Unternehmens gehören unter anderem Chi Chi LaRue, Jerry Douglas, Dirk Yates, William Higgins, Scott Masters, Doug Jeffries und weitere.
Das Unternehmen bietet mehr als 2.000 verschiedene, schwule Pornofilme an und erhielt verschiedene GayVN Awards und andere Pornofilmpreise für produzierte Filme.

## Marken der Pornovideos
- Channel 1 Releasing
- Rascal Videos
- All Worlds Video
- Dirk Yates
- Electro Video
- Catalina Video